# Abas I. Armenski
Abas I. Armenkki, arm.: Աբաս Ա.,  je bio kralj Armenije iz dinastije Bagratuni, koji je vladao od 928. do 953. Bio je sin kralja Smbat I. i brat kralja Ašota II., kojega je naslijedio na prijestolju. Njegova duga vladavina je, za razliku od prethodnika, predstavljala razdoblje mira. Razlog tome je bilo težnja ostvarenja mira s arapskim emirima. Iz svoga sjedišta - tvrđave Kars - je putovao u Dvin gdje je postigao sporazum s arapskim guvernerom. Mnogo je lošije odnose imao s Bizantskim Carstvom, koje je tada bilo u jurišu na istok, te je uz arapsko-muslimanska, nastojalo sebi pripojiti i armenska područja. Abas se od Bizantinaca spasio prije svega zahvaljujući žestokom otporu koji su Bizantincima pružali hamdanidski emiri iz Sirije. Opasnost po Armeniju je, pak, došla sa sjevera, iz Abhazije. Godine 943. je Abas sagradio crkvu u Karsu, ali se tada na rijeci Aras pojavila vojska abhaškog kralja Bera koji je inzistirao da se ona posveti po halkedonskom umjesto armenskom mijafizitskom obredu. Došlo je do sukoba u kome je Ber zarobljen, a potom oslijepljen i poslan natrag u Abhaziju. Abas je umro 953. i ostavio prijestolje sinovima Ašotu III. i Mušelu.